# MO'SOME TONEBENDER
MO'SOME TONEBENDER（モーサム・トーンベンダー）は、日本のロックバンドである。1997年、福岡県にて結成。通称、「モーサム」。

## メンバー
- 百々和宏（もも かずひろ、1972年11月2日 - ）：ボーカル、ギター
- 武井靖典（たけい やすのり、1973年6月13日[3] - ）：ベース
MO'SOME TONEBENDERの変名バンド「THE DEADS」というパンクバンドではリーダーとボーカルを務め、2004年にアルバム『WORLD'S DEADS』を1000枚限定でリリースした。現在は入手困難であり、Myspaceで二曲のみ試聴可能。
ライブの際は奇抜なファッションで登場することも多々ある。
- 藤田勇（ふじた いさむ、1972年8月15日[4] - ）：ドラム、ギター
ドラム担当であるが、2009年11月にギター担当を兼任し、以降はサポートドラマーを加えた編成でライブを行う場合もある。曲によってはキーボード等を担当する。アルバム『C.O.W』の全曲の作曲を担当した。

### サポートメンバー
- 菱谷昌弘（ひしたに まさひろ）：ドラム
元HIGH VOLTAGE、現HINTOのメンバー。実験期間からサポート。
- 水野雅昭（みずの まさあき）：ドラム
SPANK PAGEのメンバー。モーサム企画『STRIKES TOKYO』等サポート。

## 来歴
1997年に福岡県にて結成。バンド名の由来は、百々（モー）と藤田勇（サム）の名前を合わせて友人が名づけた。後に百々が「TONEBENDER」を付加し完成されたもの。インディーズにて作品を幾つかリリースしたのち、2001年にユニバーサル・ミュージック内のレーベルであるユニバーサルシグマからアルバム『HELLO』にてメジャー・デビュー。2004年、所属レコード会社がコロムビアミュージックエンタテインメント内のレーベルであるトライアドへ移る。
2009年11月、公式HPにおいて実験期間突入を宣言。それまでドラムス担当だった藤田が突然ギター担当になり、サポートドラムを迎え変則編成でライブを決行。2010年5月22日より、本格的に活動開始。以降もこの編成でライブを行う。これは3人だけではライブでの曲の再現が困難になってきたためにサポートを誰か入れようとした際に、藤田が自らギターを弾くことを提案したためであるという。
2011年2月24日、渋谷CLUB QUATTROにて初のフリーライブを開催。4月27日にリリースされる初のベストアルバムに収録される曲を曲順通りに披露した。同年3月、アメリカテキサス州オースティンで開催される音楽ショーケースイベントSXSWの出演を含めた「Japan Nite US tour 2011」に参加し初のUSツアー(全7公演)を行う。
2016年11月、企画ライブ『scrap & destroy '97〜'17 vol.0』で約6年ぶりに3人編成でのライブを行い、以降3人編成、4人編成と流動的に活動している。

## 作品
主に百々が作詞を行い、作曲は百々と藤田が楽曲によって交互に担当する。また、編曲はメンバー全員が施す。

### 配信限定楽曲
1. Black Christmas （2006年12月20日-25日）
  - 公式ウェブサイトにて限定配信された楽曲。
2. シンクロニシティ（Radio Edit ver.） （2008年3月26日-4月8日）
  - レコ直とモバイルコロムビアにて無料配信された。
3. hung song X'MAS REMIX （2008年12月24日）
  - 公式マイスペースにて期間限定で配信された楽曲。
4. Go Around My Head Remix （2009年1月20日）
  - 公式マイスペースにて期間限定で配信された楽曲。
5. CHEESE BURGER REMIX （2009年2月20日）
  - 公式マイスペースにて期間限定で配信された楽曲。
6. Bluebird is Dead （2010年4月28日）
  - 2010年4月28日に株式会社ハドソンが運営する「着信★うた♪」「着信★うた♪フル」にて先行配信開始。
  - 2010年5月5日から各配信サイトで随時、販売開始。
7. Rotten （2017年11月21年）
  - ワンマンライブ『100%JUNK』（2017年11月25日）直前にYouTubeにて配信開始された楽曲。[7]

### 参加作品
| 発売日        | アーティスト名・形式       | 作品名                                                                   | 規格品番    | 概要 |
| ------------- | -------------------------- | ------------------------------------------------------------------------ | ----------- | --- |
| 2000年6月21日 | サウンドトラック           | ブリスター!                                                              | KXCK-1045   | 映画『ブリスター!』のサウンドトラック。 M-2「ニルバナ」で参加。                                                 |
| 2000年7月20日 | ピクシーズ                 | tribute to the PIXIES                                                    | PF-1005     | トリビュート・アルバム。 M-5「PLANET OF SOUND」で参加。                                                         |
| 2001年5月15日 | コンピレーション・アルバム | NO INDIES NO MAJOR                                                       | BWD-002     | M-5「アイガッタフィーリン」で参加。                                                                             |
| 2002年4月24日 | コンピレーション・アルバム | スペースシャワー列伝〜宴〜                                               | SPMD-5001   | M-1「エレキのグルー」で参加。                                                                                   |
| 2004年1月22日 | コンピレーション・アルバム | FLOWERS OP ERROR 2                                                       | BZCS-1024   | ライブ音源のコンピレーション・アルバム。 M-9「DAWN ROCK (LIVE)」で参加。                                        |
| 2004年2月25日 | コンピレーション・アルバム | Fine Time〜A Tribute to NEW WAVE                                         | KSCL-646    | ニュー・ウェイヴ・トリビュート・アルバム。M-7「To Hell With Poverty」（ギャング・オブ・フォーのカバー）で参加。 |
| 2004年5月2日  | -                          | GALACTiKA 01                                                             | DGM-1001    | DVDマガジン月刊ギャラクティカ。 M-17「凡人のロックンロール」で参加。                                            |
| 2005年9月28日 | トリビュート・アルバム     | RESPECTABLE ROOSTERS→Z a→GOGO                                            | COCP-50871  | M-1「新型セドリック」で参加。                                                                                   |
| 2006年3月23日 | 土屋アンナ                 | Taste My xxxremixxxxxxx！！！！！！！！ Beat Life!                       | CTCR-14463B | M-2「Taste My Skin(SABOTEN HARD CORE REMIX) remixed by MO'SOME TONEBENDER」で参加。                             |
| 2006年5月10日 | ニルヴァーナ               | ALL APOLOGIES                                                            | UPCH-1489   | トリビュート・アルバム。M-2「Very Ape」で参加。                                                                 |
| 2006年6月14日 | コンピレーション・アルバム | ROCK is LOFT Red Disc 〜SHINJUKU LOFT 30th Anniversary〜                 | MHCL-798    | 新宿LOFT30周年記念企画コンピレーションアルバム。 M-13「ビートルバーナー」で参加。                               |
| 2006年6月16日 | 少年ナイフ                 | A Tribute to Shonen Knife - Fork and Spoon                               | PCD-25043   | トリビュート・アルバム。M-8「ミラクルズ」で参加。                                                               |
| 2006年7月5日  | ASIAN KUNG-FU GENERATION   | ASIAN KUNG-FU GENERATION presents NANO-MUGEN COMPILATION 2006            | KSCL-998    | M-7「Have you ever seen the stars? (shooting star ver.)」を収録。                                               |
| 2009年9月30日 | 松本素生                   | ROCK THE MIX 2                                                           | VICL-63399  | MIXCD。M-10「TIGER」を収録。                                                                                    |
| 2009年10月7日 | LOW IQ 01                  | HELLO! LOW IQ 01                                                         | CTCR-14646  | トリビュート・アルバム。M-11「Miracle」で参加。                                                                 |
| 2011年5月25日 | トリビュート・アルバム     | 「クローズ×WORST」 トリビュートソング・アルバム                          | AVCD-38248  | クローズ×WORSTのトリビュート・アルバム。 M-9「Bluebird is Dead」で参加。                                        |
| 2012年6月6日  | dip                        | dip tribute 〜9faces〜                                                   | UKDZ-0126   | トリビュート・アルバム。 M-1「TIME ACID NO CRY AIR」で参加。                                                    |
| 2014年3月26日 | bloodthirsty butchers      | Yes, We Love butchers 〜Tribute to bloodthirsty butchers〜 Night Walking | CRCP-40366  | トリビュート・アルバム。 M-7「ロスト・イン・タイム」で参加。                                                    |
| 2016年7月27日 | コンピレーション・アルバム | ニンジャスレイヤー フロムコンピレイシヨン 「伐」                         | KICS-3395   | トリビュート・アルバム。 M-10「Black Nightmare」で参加。                                                        |

### その他
1. 「GALACTiKA 02」（2004年6月4日）
  - 2004年2月10日に行われた渋谷クラブクアトロでのライブ映像3曲とインタビューを収録したDVDマガジン。
2. 「Live Session」（2008年6月25日）
  - 2008年5月30日に行われたLIQUIDROOM ebisu公演からライブ音源5曲とフォトブックPDF(6P)を収録した作品。
  - iTunes Storeでダウンロード購入可能。
3. 「STRIKES GIG 2010」（2010年11月24日）
  - 2010年8月に行われたLIQUIDROOM ebisu公演と10月に都内で行われた自主企画「STRIKES TOKYO」から、ライブ音源5曲を収録した作品。
  - iTunes Storeでダウンロード購入可能。
4. 「QUATTRO × nau 20101025 MO'SOME TONEBENDER」 （2010年11月30日）
  - 2010年10月に行われた自主企画「STRIKES TOKYO」から25日の渋谷クラブクアトロ公演のライブ映像8曲を収録した作品。
  - デジタルデータ配信サイト「nau」でダウンロード購入可能。

## タイアップ一覧
| 使用年 | 曲名                     | タイアップ |
| ------ | ------------------------ | --- |
| 2001年 | HigH                     | NHK-FM『ミュージック・スクエア』2001年10・11月度オープニングテーマ                                               |
| 2002年 | 未来は今                 | 北海道テレビ『NO MATTER BOARD（'01-'02シーズン）』2002年2月度エンディングテーマ                                  |
| 2003年 | DUM DUM PARTY            | テレビ朝日系『完売劇場』エンディングテーマ                                                                       |
| 2003年 | DUM DUM PARTY            | JA共済「定期医療共済」CMソング                                                                                   |
| 2003年 | モダンラヴァーズ・ボレロ | 北海道テレビ『NO MATTER BOARD（'02-'03シーズン）』2003年2月度オープニングテーマ                                  |
| 2005年 | ビートルバーナー         | 映画『ヘアスタイル』主題歌                                                                                       |
| 2005年 | ペチカ                   | NHK-FM『ミュージック・スクエア』2005年10・11月度エンディングテーマ                                               |
| 2007年 | TIGER                    | テレビ神奈川『Mutoma』2月度オープニングテーマ                                                                    |
| 2008年 | シンクロニシティ         | 石川テレビ『MUSIC ROOM N-18』テーマソング                                                                        |
| 2009年 | BIG-S                    | 北海道テレビ『NO MATTER BOARD（'08-'09シーズン）』2009年3月度オープニングテーマ                                  |
| 2012年 | Shining                  | 大分マリーンパレス水族館「うみたまご」『新技・往復ビンタ篇』CMソング                                             |
| 2012年 | Shining                  | ポカリスエット公式アプリ「ポカリカメラ」テーマソング                                                             |
| 2013年 | FEEVEER                  | JRA「THE LEGEND 天皇賞（春）」編CMソング                                                                         |
| 2013年 | FEEVEER                  | マリノアシティ福岡「13周年誕生祭」CMソング                                                                       |
| 2016年 | Black Nightmare          | TOKYO MXほかアニメ『ニンジャスレイヤー フロムアニメイシヨン』スペシャル・エディシヨン版 第10話エンディングテーマ |

## ヘビーローテーション/パワープレイ

### テレビ
| 放送年 | 曲名 | ヘビーローテーション/パワープレイ         |
| ------ | ---- | ----------------------------------------- |
| 2001年 | HigH | スペースシャワーTV 2001年9月度POWER PUSH! |